# Dirinella
Dirinella ist ein Dorf am Lago Maggiore im Kanton Tessin nahe der italienischen Grenze.

## Geographie
Es liegt auf 197 m ü. M. Dirinella ist ein Ortsteil der Gemeinde Gambarogno (ehemals Gemeindegebiet von Caviano, zu dem neben Dirinella auch die Ortsteile Caviano, Scaiano und Monti di Caviano gehörten). Bei der Dirinellaschlucht verläuft die Grenze zwischen der Schweiz und Italien.

## Bevölkerung
In der Gemeinde Caviano wohnten 124 Personen (Stand: 31. Dezember 2004).